# Ranald MacDougall
Ranald MacDougall (* 10. März 1915 in Schenectady, New York, USA; † 12. Dezember 1973 in Los Angeles, Kalifornien, USA) war ein US-amerikanischer Drehbuchautor, Filmregisseur und -produzent.

## Biografie
Er begann seine Karriere als Platzanweiser in der Radio City Music Hall, ehe er als Autor begann, für NBC Radio zu arbeiten. 1944 wurde Warner Bros. auf MacDougall aufmerksam, wo er ein Jahr später, 1945, das Drehbuch zu Mildred Pierce schrieb. Obwohl es erst sein zweites Drehbuch war, wurde der 31-jährige MacDougall 1946 für den Academy Award in der Kategorie Bestes adaptiertes Drehbuch nominiert.
Doch MacDougall, der ab 1948 als Produzent und ab 1955 auch als Regisseur tätig war, wird wohl immer mit seinem Drehbuch zum 1963 produzierten Historienfilm Cleopatra in die Filmgeschichte eingehen, das er zusammen mit Joseph L. Mankiewicz und Sidney Buchman verfasste.
1971 wurde MacDougall zum Präsidenten der Writers Guild of America gewählt. Die Funktion übte er bis zu seinem Tod aus.
Ranald MacDougall war ab 1957 mit der Schauspielerin Nanette Fabray verheiratet, sie hatten ein gemeinsames Kind. Er selbst starb eines natürlichen Todes, im Alter von 58 Jahren.

## Filmografie (Auswahl)
- 1945: Der Held von Burma (Objective, Burma!)
- 1945: Solange ein Herz schlägt (Mildred Pierce)
- 1947: Hemmungslose Liebe (Possessed)
- 1947: Der Unverdächtige (The Unsuspected)
- 1948: Die Braut des Monats (June Bride)
- 1949: Gezählte Stunden (The Hasty Heart)
- 1950: Menschenschmuggel (The Breaking Point)
- 1950: Zwischen zwei Frauen (Bright Leaf)
- 1950: Die rote Lola (Stage Fright)
- 1951: Mr. Belvederes zweite Jugend (Mr. Belvedere Rings the Bell)
- 1954: Wenn die Marabunta droht (The Naked Jungle)
- 1954: Das Geheimnis der Inkas (Secret of the Incas)
- 1955: Wir sind keine Engel (We’re No Angels)
- 1955: Ehe in Fesseln (Queen Bee)
- 1956: Der Berg der Versuchung (The Mountain)
- 1959: Die Welt, das Fleisch und der Teufel (The World, the Flesh and the Devil)
- 1960: Die Kellerratten (The Subterraneans)
- 1963: Cleopatra

## Auszeichnungen
- 1946: Oscar-Nominierung: Bestes adaptiertes Drehbuch für: Mildred Pierce
- 1949/1950: je eine WGA-Award-Nominierung